# Portage (Wisconsin)
43°33′N 89°28′V / 43.550°N 89.467°V
Portage er en amerikansk by og admistrativt centrum i det amerikanske county Columbia County, i staten Wisconsin. I 2000 havde byen et indbyggertal på 9.728.

## Ekstern henvisning
- Portages hjemmeside (engelsk) Arkiveret 12. august 2006 hos  Wayback Machine